# Lyddington
Lyddington is een civil parish in het bestuurlijke gebied Rutland, in het Engelse graafschap Rutland met 366 inwoners.

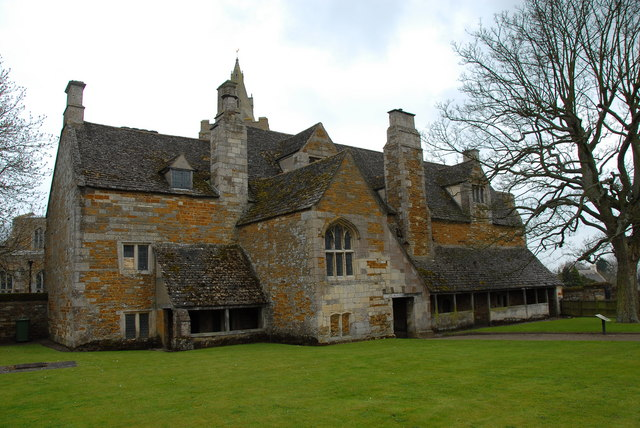
Bede House